# Polite Society
Polite Society es una película británica de comedia dramática y acción 2023 escrita y dirigida por Nida Manzoor (en su debut como directora de largometraje). La película está protagonizada por Priya Kansara, Ritu Arya, Nimra Bucha, Akshay Khanna, Seraphina Beh, Ella Bruccoleri, Shona Babayemi, Shobu Kapoor y Jeff Mirza.
Polite Society tuvo su estreno mundial en el Festival de Cine de Sundance de 2023 el 21 de enero de 2023 y fue estrenada en el Reino Unido y los Estados Unidos el 28 de abril de 2023 por Focus Features. La película recibió reseñas favorables de los críticos.

## Reparto
- Priya Kansara como Ria Khan / The Fury
- Ritu Arya como Lena Khan
- Nimra Bucha como Raheela
- Akshay Khanna como Salim
- Seraphina Beh como Clara
- Ella Bruccoleri como Alba
- Shona Babayemi como Kovacs
- Shobu Kapoor como Fatima Khan
- Jeff Mirza como Rafe Khan
- Sally Ann como Edith
- Eunice Huthart como ella misma

## Producción
En enero de 2022, se reveló que una comedia de acción feminista centrada en dos hermanas británico-paquistaníes estaba siendo filmada en Londres por Nida Manzoor con Working Title, Focus Features y Parkville Pictures, con un tono y una voz similares a la serie de comedia We Are Lady Parts.
En febrero de 2022 se anunció que el rodaje del proyecto había terminado en Londres. Está producida por Tim Bevan y Eric Fellner para Working Title con Olivier Kaempfer y John Pocock para Parkville Pictures. Focus Features tenía derechos de distribución.

## Estreno
Polite Society se estrenó en el Festival de Cine de Sundance de 2023 el 21 de enero de 2023, en el Festival de Cine de Glasgow de 2023 el 12 de marzo de 2023, y se estrenó en el Reino Unido y los Estados Unidos el 28 de abril de 2023.